# الم گریگ (تگزاس)
الم گریگ (به انگلیسی: Elm Creek) یک منطقهٔ مسکونی در ایالات متحده آمریکا است که در شهرستان ماوریک، تگزاس واقع شده‌است. الم گریگ ۷٫۳ کیلومتر مربع مساحت و ۲٬۴۶۹ نفر جمعیت دارد و ۲۲۹ متر بالاتر از سطح دریا واقع شده‌است.